# Jean Thierry Ebogo
Pour les articles homonymes, voir Ebogo.

Jean Thierry Ebogo, également connu sous son nom en religion Thierry de l'Enfant-Jésus et de la Passion, né le 4 février 1982 à Bamenda (Cameroun) et mort le 5 janvier 2006 à Legnano (Italie), est un religieux carme Déchaux camerounais. Les nombreux témoignages rapportés sur sa vie et sa spiritualité ont amené l'Église catholique à enclencher une procédure de béatification et de canonisation. Il est, à ce titre, serviteur de Dieu,.

## Biographie

### Jeunesse
Jean Thierry Ebogo est né le 4 février 1982 dans une famille pieuse et fervente dans le nord-ouest du Cameroun. Dès son plus jeune âge, il manifeste le désir de devenir prêtre. Âgé de 13 ans, il fait son entrée au petit séminaire de Guider. Il poursuivra ses études dans un lycée scientifique. Il n'abandonna pas son projet de devenir prêtre mais s'intéressa à la science pour subvenir le plus possible aux besoins des habitants les plus miséreux. Garçon très pieux et obéissant, il se fait remarquer par ses nombreuses vertus. Il était très dévoué dans sa paroisse et pour sa famille. Jean Thierry Ebogo était aussi un adolescent joyeux, sociable et qui aimait la vie,.

### Vie religieuse
Il fait une brève expérience chez les Oblats de Marie-Immaculée, mais on ne lui reconnaît pas la vocation pour le charisme de cette Congrégation. Orienté vers un autre ordre religieux, il entre le 28 juillet 2003 au carmel Sainte-Thérèse de Nkoabang. Il s'y épanouit dans sa vie religieuse. Il sera désormais très influencé par la spiritualité de sainte Thérèse de l'Enfant-Jésus. Les premières charges qu'on lui confie sont l'animation de groupes de prières, de jeunesse et de l'Action catholique. Menant une vie d'une grande profondeur spirituelle, il décida d'épouser la Sagesse et de se donner entièrement au Christ,.

### Maladie
À la suite d'un cancer des os se propageant à l'intérieur de son corps, il dut se faire amputer la jambe droite. Il accueillit cette nouvelle avec joie et l'offrit pour les vocations sacerdotales et le bien de l’Église. L'opération se déroula le 18 novembre 2004, peu après son entrée au carmel.
Il termina son noviciat dans la région de Milan, où il put également être suivi avec plus de soins et de moyens par des cliniques italiennes. C'est le 8 décembre 2005 qu'il fait sa profession religieuse, et prend le nom de frère Thierry de l'Enfant-Jésus et de la Passion,.
Toujours hospitalisé, sa chambre devint un véritable lieu de rencontres. Des centaines de jeunes, prêtres, consacrés, malades vinrent à son chevet. Le charisme qu'il dégageait attirait de nombreuses personnes, qui vinrent y trouver du réconfort auprès de ce frère malade. Par ses souffrances, il s'offrit entièrement pour les vocations religieuses et sacerdotales. Le 5 janvier 2006, frère Thierry de l'Enfant-Jésus et de la Passion mourut à Legnano, près de Milan, âgé de seulement 23 ans.
Son parcours de vie peut être rapproché de celui de Cecilia Maria de la Santa Faz, jeune carmélite argentine morte en 2016 à Buenos Aires, et qui a offert les souffrances de sa maladie pour l'unité de l’Église catholique.

## Béatification et canonisation
Ses obsèques attirèrent une foule inattendue. Une grande réputation s'est construite sur le témoignage de sa vie. Sa tombe est toujours fleurie et de nombreuses personnes viennent s'y recueillir.
La cause pour sa béatification a été introduite le 15 février 2013 à la phase diocésaine. Le diocèse compétent pour cette tâche est celui de Milan. L'enquête diocésaine a été clôturée le 9 septembre 2014 à Milan.
Jean Thierry Ebogo est désormais considéré par l’Église catholique comme Serviteur de Dieu.